# Arseen(III)chloride
Arseen(III)chloride is een anorganische verbinding van arseen, met als brutoformule AsCl3. Het is een zeer toxische en olieachtige, kleurloze vloeistof. De stof wordt in de chemische sector aangewend bij de organische synthese van arseenverbindingen, zoals trifenylarsine.

## Synthese
Arseentrichloride wordt bereid door arseen(III)oxide te behandelen met zoutzuur:
{\displaystyle \mathrm {As_{2}O_{3}\ +6\ HCl\longrightarrow \ 2\ AsCl_{3}\ +3\ H_{2}O} }

## Toxicologie en veiligheid
Arseen(III)chloride is uitermate giftig, temeer omdat deze stof vluchtig is en gemakkelijk ingeademd kan worden als damp. De stof reageert met vochtige lucht of water, met vorming van waterstofchloride en arseentrioxide. De combinatie van vocht en arseen(III)chloride tast ook vele metalen aan met vorming van brandbaar of ontplofbaar gas.